# کفشدوزک استرالیائی
کفشدوزک استرالیائی (نام علمی: Rodolia cardinalis) نام یک گونه از تیره کفش‌دوزک است.